# Svatba princezny Beatrice a Edoarda Mapelliho Mozziho

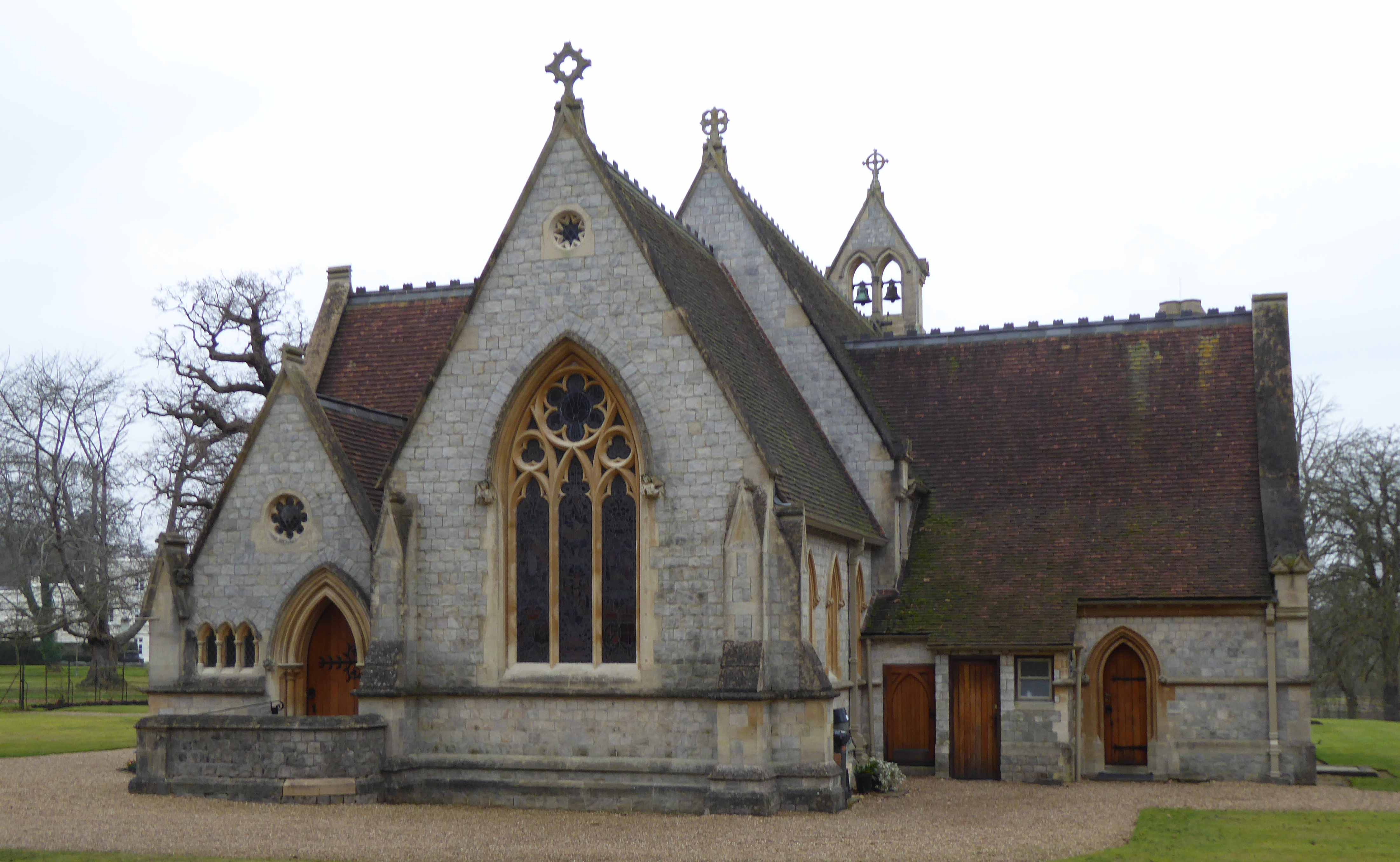
Royal Chapel of All Saints, ve které se konal svatební obřad

Svatba princezny Beatrice z Yorku a Edoarda Mapelliho Mozziho se konala 17. července 2020 v Royal Chapel of All Saints v Royal Lodge ve Windsoru. Nevěsta, princezna Beatrice z Yorku, je členkou britské královské rodiny. Ženich, Edoardo Mapelli Mozzi, je developer a člen rodiny, která byl součástí italské šlechty. Svatba byla původně naplánována na 29. května 2020 v Chapel Royal v St James's Palace, ale musela být odložena kvůli pandemii covidu-19.

## Oznámení o zásnubách
Princezna Beatrice z Yorku je starší dcerou prince Andrewa, vévody z Yorku a Sarah, vévodkyně z Yorku. Beatrice je vnučkou bývalé královny Alžběty II. V době oznámení svého zasnoubení byla devátá v řadě následnictví na britský trůn. Edoardo Mapelli Mozzi je synem Alexe Mapelli-Mozziho, bývalého britského olympijského reprezentanta v alpském lyžování na zimních olympijských hrách v roce 1972.
Nastávající nevěsta a ženich se znali od dětství a i jejich rodiny jsou po staletí blízcí přátelé. Začali spolu chodit na podzim roku 2018 a zasnoubili se v Itálii v září 2019. Edoardo Mapelli Mozzi daroval princezně zásnubní prsten navržený Shaunem Leanem. Prsten má centrální kulatý diamant s briliantovým brusem, obklopený zužujícími se diamanty v bagetovém brusu na platinovém prstenci ve stylu pavé. Prsten se nápadně podobá zásnubnímu prstenu, který dostala babička Beatrice, královna Alžběta II. Jeho cena se odhaduje na 130 tisíc liber.
Přestože je Beatrice členkou britské královské rodiny, ke sňatku nebylo vyžadováno svolení královny. Oficiální oznámení o zásnubách bylo učiněno 26. září 2019 prostřednictvím oficiálních webových stránek vévody z Yorku a oficiálních sociálních sítí královské rodiny. Buckinghamský palác také sdílel sérii oficiálních zásnubních fotografií. Barevné fotografie pořídila princezna Eugenie, zatímco černobílé fotografie pořídil Misan Harriman v Royal Lodge ve Windsor Great Park. Na barevných fotografiích měla Beatrice na sobě zelené květinové šaty od značky Zimmermann a na černobílých fotografiích se objevila v hedvábných šatech Espionage se "zavinovací přední siluetou a splývavou asymetrickou sukní".
Podrobnosti o plánované svatbě byly odhaleny v únoru 2020. Zásnuby však byly zastíněny spojením jejího otce s odsouzeným sexuálním delikventem Jeffreyem Epsteinem a později náhlým stažením vévody a vévodkyně ze Sussexu z královských povinností.

## Svatba
Dne 7. února 2020 bylo oznámeno, že místem konání svatebního obřadu se stane Chapel Royal v St James's Palace. Obřad se měl konat 29. května 2020. Po obřadu měla následovat soukromá recepce pořádaná královnou v zahradách Buckinghamského paláce. Na akci nebyly vynaloženy žádné veřejné finance.

### Pandemie covidu-19
Po dopadu pandemie covidu-19 pár revidoval své svatební plány a oznámil, že soukromá recepce v Buckinghamském paláci se neuskuteční. V souladu s vládní radou pár zvažoval uspořádání menšího obřadu s ohledem na starší rodinné příslušníky, kteří by mohli být ohroženi. Měli také obavy, aby ženichova širší rodina nebude moci opustit Itálii. Dne 16. dubna 2020 jejich mluvčí potvrdil, že se datum konání svatby posune, ačkoliv v té době ještě nebylo rozhodnuto, že se změní i místo konání obřadu.

### Soukromý obřad
Princezna Beatrice a Edoardo Mapelli Mozzi se vzali během soukromého obřadu dne 17. července 2020 v Royal Chapel of All Saints. Mezi dvaceti přítomnými členy rodiny a blízkými přáteli byli i královna a vévoda z Edinburghu. Ceremoniál se konal dle pravidel nařízených vládou během pandemie.
Nevěsta na sobě měla vintage šaty "Peau De Soie taft" v odstínech slonové kosti od Normana Hartnella, které patřily královně a byly "ozdobené saténem vévodkyně a poseté diamanty". Šaty pro tuto příležitost upravili Angela Kelly a Stewart Parvin tak, aby dobře seděly nevěstě. Závoj si Beatrice zajistila tiárou královny Mary. Dále měla nevěsta na sobě saténové boty od Valentina v barvě champagne, které měla již na svatbě svého bratrance prince z Walesu v roce 2011. Její kytice se skládala z "popínavého jasmínu, světle růžových a krémových květů hrachoru, královské porcelánové slonovinové sprejové růže, růžové zahradní růže O'Hara, růžové voskovky, jemně růžové Astilbe a snítky myrty". Po obřadu byla svatební kytice položena na Hrob neznámého vojáka ve Westminsterském opatství, podle královské tradice, kterou započala královna matka.
Ženichův syn z předchozího vztahu dostal během obřadu roli svědka a pážete. Nevěstina sestra, Eugenie, byla čestnou matrónou. Nevěsta kráčela uličkou v doprovodu svého otce, vévody z Yorku. Obřad vedli podděkan Chapel Royal, Paul Wright, a čestný kaplan královny, Martin Poll, zatímco si pár vyměňoval manželské sliby. Zvláštní svatební licence byla připravena arcibiskupem z Canterbury. Jak je stanoveno vládními směrnicemi, při obřadu se nezpívaly žádné hymny, nicméně výběr hudby byl hrán a "národní hymna byla hrána, ale ne zpívána". Matky nevěsty a ženicha přečetli Sonet 116 od Williama Shakespeara a "I carry your heart with me" od E. E. Cummingse. Četl se i První list Korintským, kapitola 13.
Dva dny po obřadu byly zveřejněny čtyři oficiální svatební fotografie pořízené Benjaminem Wheelerem. Po obřadu následovala malá recepce v Royal Lodge, oficiální rezidenci vévody z Yorku, na kterou bylo pozváno 14 přátel novomanželského páru.